# Toine van Mierlo
Toine van Mierlo, né le 24 août 1957 à Soerendonk, est un footballeur international néerlandais actif principalement durant les années 1980. Il joue au poste d'ailier gauche.

## Carrière en club
Toine van Mierlo commence à jouer au football dans le club de son village natal, De Kraanvogels, à l'âge de dix ans. En 1974, il rejoint le centre de formation du PSV Eindhoven et est intégré au noyau professionnel en 1977. Il joue seulement deux matches lors de sa première saison, conclue sur un titre de champion des Pays-Bas. Le PSV remporte également la Coupe UEFA cette année-là mais le joueur ne dispute pas la compétition. Il joue plus souvent la saison suivante mais la plupart du temps comme remplaçant. À la recherche de plus de temps de jeu, il est prêté la saison suivante à Willem II. Il s'y impose comme titulaire sur l'aile gauche et le club décide de le transférer à titre définitif en fin de saison. Ses bonnes prestations avec le club de Tilbourg attirent l'attention du sélectionneur Jan Zwartkruis, qui le convoque en équipe nationale à trois reprises entre septembre et décembre 1980.
En juillet 1981, Toine van Mierlo décide de tenter sa chance à l'étranger et rejoint Birmingham City, un club de première division anglaise, en rachetant lui-même son contrat pour 860 000 florins. Il y est directement titulaire à son poste et inscrit le seul but de son équipe lors de son premier match, le 29 août 1981, en déplacement à Everton. Il joue toutes les rencontres du championnat mais malgré cela, il décide de revenir à Willem II en septembre 1982, où il termine la saison. Durant l'été 1983, il repart à l'étranger, cette fois en Belgique, où il s'engage avec le Racing White Daring de Molenbeek. Il intègre rapidement le onze de base mais les résultats ne sont pas au rendez-vous et le club est relégué en deuxième division en fin de saison. Le joueur reste au club et, grâce à ses 14 buts inscrits en championnat, l'aide à remporter le titre la saison suivante, lui permettant de remonter directement au plus haut niveau national.
Toine van Mierlo retourne alors dans son pays natal et joue une saison au MVV Maastricht. Il revient en Belgique durant l'été 1986 et signe un contrat avec La Gantoise. Régulièrement titulaire avec son nouveau club, il prend part à la campagne en Coupe UEFA 1986-1987, où le club est éliminé en huitièmes de finale par l'IFK Göteborg, futur vainqueur. La saison suivante est malheureusement beaucoup moins bonne et voit le club terminer en position de relégable. Toine van Mierlo n'accompagne pas ses équipiers au niveau inférieur et s'engage avec le KRC Harelbeke, qui évolue également en deuxième division. Un an plus tard, il rentre aux Pays-Bas et rejoint le VVV Venlo, où il joue une saison en deuxième division. En juillet 1990, il revient à nouveau à Willem II, mais une grave blessure le prive de la quasi-totalité de la saison et le pousse à mettre un terme à sa carrière de joueur.

## Reconversion
Une fois sa carrière de joueur terminée, Van Mierlo est nommé entraîneur des espoirs et coordinateur des équipes de jeunes de Willem II. Il occupe cette fonction durant quatorze ans. Il est nommé adjoint de Robert Maaskant lors de l'arrivée de ce dernier en juillet 2004. Lorsqu'il est licencié en novembre 2005 et remplacé par Kees Zwamborn, Toine van Mierlo redevient entraîneur des espoirs mais à la suite de divergences avec les administrateurs du club, il remet sa démission à la fin de l'année. Il rejoint alors le Roda JC, où il occupe les positions de responsable du recrutement et de coordinateur technique.

### Statistiques
| Saison                | Club                  | Championnat           | Championnat | Championnat | Coupe(s) nationale(s) | Coupe(s) nationale(s) | Compétition(s) continentale(s) | Compétition(s) continentale(s) | Compétition(s) continentale(s) | Total | Total |
| Saison                | Club                  | Division              | M.          | B.          | M.                    | B.                    | Comp.                          | M.                             | B.                             | M.    | B.    |
| 1977-1978             | PSV Eindhoven         | Eredivisie            | 2           | 0           | -                     | -                     | C3                             | 0                              | 0                              | 2     | 0     |
| 1978-1979             | PSV Eindhoven         | Eredivisie            | 18          | 0           | -                     | -                     | C1                             | 0                              | 0                              | 18    | 0     |
| 1979-1980             | Willem II             | Eredivisie            | 33          | 10          | -                     | -                     | -                              | 0                              | 0                              | 33    | 10    |
| 1980-1981             | Willem II             | Eredivisie            | 32          | 5           | -                     | -                     | -                              | 0                              | 0                              | 32    | 5     |
| 1981-1982             | Birmingham City       | First Division        | 40          | 4           | -                     | -                     | -                              | 0                              | 0                              | 40    | 4     |
| 1982-1983             | Birmingham City       | First Division        | 4           | 0           | -                     | -                     | -                              | 0                              | 0                              | 4     | 0     |
| 1982-1983             | Willem II             | Eredivisie            | 22          | 9           | -                     | -                     | -                              | 0                              | 0                              | 22    | 9     |
| 1983-1984             | RWD Molenbeek         | Division 1            | 34          | 1           | 3                     | 2                     | -                              | 0                              | 0                              | 37    | 3     |
| 1984-1985             | RWD Molenbeek         | Division 2            | 30          | 14          | 2                     | 1                     | -                              | 0                              | 0                              | 32    | 15    |
| 1985-1985             | MVV Maastricht        | Eredivisie            | 27          | 4           | -                     | -                     | -                              | 0                              | 0                              | 27    | 4     |
| 1986-1987             | KAA La Gantoise       | Division 1            | 20          | 0           | -                     | -                     | C3                             | 6                              | 0                              | 26    | 0     |
| 1987-1988             | KAA La Gantoise       | Division 1            | 26          | 2           | -                     | -                     | -                              | 0                              | 0                              | 26    | 2     |
| 1988-1989             | KRC Harelbeke         | Division 2            | 23          | 0           | -                     | -                     | -                              | 0                              | 0                              | 23    | 0     |
| 1989-1990             | VVV Venlo             | Eerste divisie        | 32          | 4           | -                     | -                     | -                              | 0                              | 0                              | 32    | 4     |
| 1990-1991             | Willem II             | Eredivisie            | 3           | 0           | -                     | -                     | -                              | 0                              | 0                              | 3     | 0     |
| Total sur la carrière | Total sur la carrière | Total sur la carrière | 346         | 53          | 5                     | 3                     | -                              | 6                              | 0                              | 357   | 56    |

### Palmarès
- 1 fois champion des Pays-Bas en 1978 avec le PSV Eindhoven.
- 1 fois champion de Belgique de Division 2 en 1985 avec le RWD Molenbeek.

## Carrière en équipe nationale
Toine van Mierlo est appelé à trois reprises en équipe nationale néerlandaise entre septembre et décembre 1980. Il dispute son premier match le 10 septembre contre l'Irlande dans le cadre des éliminatoires de la Coupe du monde 1982. Son dernier match a lieu le 30 décembre, une rencontre amicale en Uruguay.
Le tableau ci-dessous reprend toutes les sélections de Toine van Mierlo. Le score des Pays-Bas est toujours indiqué en gras.
| Date       | Compétition                                  | Adversaire           | Lieu       | Score | Remarque |
| ---------- | -------------------------------------------- | -------------------- | ---------- | ----- | -------- |
| 10/09/1980 | Éliminatoires Coupe du monde 1982 (Groupe 2) | République d'Irlande | Dublin     | 2-1   |          |
| 11/10/1980 | Match amical                                 | Allemagne de l'Ouest | Eindhoven  | 1-1   |          |
| 30/12/1980 | Match amical                                 | Uruguay              | Montevideo | 2-0   | 30e      |